# Mike Varshavski
Mikhail „Mike” Varshavski, DO (în rusă Михаил Варшавский; n. 12 noiembrie 1989, Saransk, RSFS Rusă, URSS), cunoscut de obicei ca Doctor Mike, este un medic de familie american de origine rusă, și celebritate a Internetului⁠(d). Contul său de Instagram a devenit viral⁠(d) după ce a participat la numărul din 2015 al listei „cel mai sexy doctor în viață” al companiei BuzzFeed și a revistei People. Are un canal YouTube pentru divertisment cu tematică medicală.

## Tinerețe
Varshavski s-a născut pe 12 noiembrie 1989, în Saransk, Rusia, într-o familie de evrei. Tatăl său era medic, absolvent al Institutului de Medicină nr. 3 din Moscova⁠(d), în timp ce mama lui era profesoară de matematică. Când avea șase ani, el și familia lui au emigrat în Brooklyn. În Brooklyn, mama lui a fost nevoită să măture podele pentru salariul minim, în timp ce tatăl său a urmat pentru a doua oară facultatea de medicină.
Varshavski a primit porecla „Doctor Mike” în timpul anilor de liceu de către prietenii care veneau la el pentru accidentări legate de sport, știind că tatăl lui Varshavski este medic. După ce a văzut relația tatălui său cu pacienții săi, a vrut și să devină medic. S-a înscris la New York Institute of Technology⁠(d) și a fost acceptat pentru un program de studii accelerat, de șapte ani, pentru o diplomă de licență în științele vieții⁠(d) și o diplomă de medic (doctor în medicină osteopatică) la finalizarea programului de licență. În 2014, a început rezidențiatul la programul de medicină de familie la Overlook Medical Center⁠(d) din cadrul Atlantic Health System⁠(d) pe care l-a finalizat în 2017. În primul său an în program, mama lui a murit de leucemie. După aceea, el a hotărât să se mute înapoi cu tatăl său.

## Carieră
La începutul lui 2012, Varshavski a început să folosească Instagram pentru a-și documenta viața de student la medicină și pentru a combate ideea că „nu poți avea o viață personală la facultatea de medicină”.
Varshavski a atras atenția presei în august 2015, când Buzzfeed⁠(d) a publicat un articol despre el, intitulat „Um, You Really Need To See This Hot Doctor And His Dog” („Ăă... chiar trebuie să-l vedeți pe doctorul ăsta mișto și pe câinele lui”), care i-a evidențiat aspectul plăcut și relația cu câinele său, un husky pe nume Roxy. În noiembrie, revista People l-a numit „cel mai sexy doctor în viață” în numărul său Sexiest Man Alive, popularizându-i contul de Instagram. La acea vreme, el locuia în Staten Island.
La sfârșitul anului 2015, Varshavski a înființat o fundație, Limitless Tomorrow, pentru a oferi burse studenților, pentru care a strâns bani scoțând la licitație apariții împreună cu el în conturile sale de socializare. În ianuarie 2016, aplicația de întâlniri Coffee Meets Bagel a colaborat la o tombolă de 10 USD pentru o întâlnire cu Varshavski; campania a strâns 91.000 de dolari pentru fundația sa.
În 2017, la un an după ce și-a lansat canalul YouTube, Varshavski a susținut un TEDx Talk despre „Epidemia expertului de tip «le știu eu pe toate»” la un eveniment TEDx MonteCarlo. Videoclipul acelui discurs a fost vizionat de aproape 2 milioane de ori. În 2018, după rezidențiat, s-a angajat la Chatham Family Medicine, un cabinet de familie asociat cu Atlantic Health System⁠(d), aflat în Chatham, New Jersey⁠(d).
Pe 12 noiembrie 2020,  când a împlinit 31 de ani, Varshavski a călătorit la Miami pentru a participa la o petrecere pe plajă la care au participat și o serie de alte persoane fără măști, în timpul pandemiei de COVID-19. Imaginile de la eveniment au fost postate pe Instagram și au devenit virale, în special pe Reddit. Pe 18 noiembrie, Varshavski a încărcat pe un canal terțiar (neconectat cu canalul său principal) un videoclip în care își cerea scuze: „am greșit. [...] Trebuie să mă comport mai bine.” Prezența sa la petrecere a fost criticată de mai mulți profesioniști medicali într-un articol publicat pe Medscape⁠(d).

## Filantropie
În iulie 2019, Varshavski a sensibilizat organizația umanitară Salvați inima unui copil⁠(d), postând o fotografie cu cel de-al 5000-lea pacient al organizației în timpul unei călătorii în Israel.
În martie 2020, el a donat măști N95⁠(d) în valoare de 50.000 de dolari, în contextul penuriilor de materiale cu care se confrunta personalul medical din cauza pandemiei de COVID-19.

## Premii și nominalizări
Varshavski a câștigat premiile Webby 2020⁠(d) pentru educație și descoperire, precum și pentru sănătate și fitness la categoria Social.
| An   | Lucrare     | Categorie                   | Premiu          | Rezultat     | Ref.   |
| ---- | ----------- | --------------------------- | --------------- | ------------ | ------ |
| 2018 | Doctor Mike | Sănătate și bunăstare       | Premiile Shorty | Nominalizare | [ 27 ] |
| 2019 | Doctor Mike | Breakout YouTuber al anului | Premiile Shorty | Nominalizare | [ 28 ] |
| 2020 | Doctor Mike | Educație și descoperire     | Premiile Webby  | Câștigat     | [ 26 ] |
| 2020 | Doctor Mike | Sănătate și fitness         | Premiile Webby  | Câștigat     | [ 26 ] |
| 2021 | Doctor Mike | Sănătate și bunăstare       | Premii Streamy  | Câștigat     | [ 29 ] |